# Distrito Ronda
Ronda es un distrito municipal de la ciudad de Granada, en Andalucía (España), situado en la zona occidental de la capital granadina. Está compuesto por los barrios de Camino de Ronda, Fígares y Rosaleda. Ronda limita con los distritos de la Chana, Beiro, Centro, Genil y Zaidín, así como con los términos municipales de Santa Fe, Vegas del Genil, Churriana de la Vega y Armilla.
El distrito Ronda es el más poblado de la ciudad.